# Campionato panellenico di pallacanestro 1946-1947
Il campionato panellenico 1946-1947 è stata la 10ª edizione del massimo campionato greco di pallacanestro maschile. La vittoria finale è stata ad appannaggio del Panathīnaïkos.

## Risultati

### Stagione regolare
|    | Squadra           | G | V | P | PF | PS | Pt. |
| -- | ----------------- | - | - | - | -- | -- | --- |
| 1. | Panathīnaïkos     | 6 | 5 | 1 |    |    | 10  |
| 2. | Sporting Atene    | 6 | 5 | 1 |    |    | 10  |
| 3. | Olympiakos        | 6 | 4 | 2 |    |    | 8   |
| 4. | Tríton            | 6 | 2 | 4 |    |    | 4   |
| 5. | Paleo Faliro      | 6 | 2 | 4 |    |    | 4   |
| 6. | XAN Salonicco     | 6 | 2 | 4 |    |    | 4   |
| 7. | Īraklīs Salonicco | 6 | 1 | 5 |    |    | 2   |

### Spareggio
| Squadra 1     | Risultato | Squadra 2      |
| ------------- | --------- | -------------- |
| Panathīnaïkos | 37 - 30   | Sporting Atene |

| Campionato panellenico 1946-1947 |
| -------------------------------- |
| Panathīnaïkos 2º titolo          |

## Formazione vincitrice
| N° | Naz.              | Ruolo | Sportivo             |  | Alt. |  |
| -- | ----------------- | ----- | -------------------- |  | ---- |  |
|    | Grecia (bandiera) |       | Giannīs Lamprou      |  |      |  |
|    | Grecia (bandiera) |       | Missas Pantazopoulos |  |      |  |
|    | Grecia (bandiera) |       | Stelios Arvanitīs    |  |      |  |
|    | Grecia (bandiera) |       | Jack Nikolaidis      |  |      |  |
|    | Grecia (bandiera) |       | Giorgos Nikolaidis   |  |      |  |
|    | Grecia (bandiera) |       | Dimitrakopoulos      |  |      |  |
|    | Grecia (bandiera) | All.  | Missas Pantazopoulos |  |      |  |